# Bonang (Lasem)
Bonang is een bestuurslaag in het regentschap Rembang van de provincie Midden-Java, Indonesië. Bonang telt 1502 inwoners (volkstelling 2010).